# Ана Мария Гаврила
Ана Мария Гаврила (на румънски: Anamaria Gavrilă) е румънски политик, лидер на Партията на младите хора. В предходната Палата на депутатите е такава от Алианса за обединението на румънците, но напуска партията, за да оглави новата формация. Като партиен лидер Ана Мария Гаврила се обявява в защита на националния суверенитет, като заявява, че ще инициира законопроект за защита на диакритичните знаци в официалната комуникация на румънски език, за да се запази автентичността на езика.
През 2021 г. Ана Мария Гаврила е в Парламентарната асамблея на Съвета на Европа. В президентските избори в Румъния в края на 2024 г. Ана Мария Гаврила с партията, на която е начело, подкрепя Калин Джорджеску.  